# Crenitis monticola
Crenitis monticola är en skalbaggsart som först beskrevs av Horn 1890.  Crenitis monticola ingår i släktet Crenitis och familjen palpbaggar. Inga underarter finns listade i Catalogue of Life.